# Boso View Express
BVE Trainsim (anteriormente denominado de BVE, que é a abreviatura de Boso View Express), é um simulador freeware de comboios, escrito por Takashi Kojima (também conhecido por Mr Mackoy), um estudante japonês graduado.
Este simulador tem milhares de utilizadores em todo o mundo, tendo sido produzidas centenas de cenários, de vários pontos do mundo.
Neste momento, existem duas versões do simulador disponíveis para serem descarregadas. A versão 2 é menos avançada em vários aspectos, mas corre melhor em computadores menos potentes. A versão 4, por seu turno, tem funcionalidades e gráficos mais avançados, mas consome mais recursos.
Segundo as condições do próprio autor, o programa só pode ser descarregado a partir da página oficial.
O programa corre nos sistemas operativos Windows 98, Windows Me, Windows 2000 e Windows XP.